# イオランタ
『イオランタ』（ロシア語:  Иоланта、ロシア語ラテン翻字: Iolanta）は、ピョートル・チャイコフスキーが作曲した全1幕のオペラ。作品番号は69。

## 概要
チャイコフスキーにとっては最後のオペラ作品となっている。
リブレットを書いたのは作曲者の弟であるモデスト・チャイコフスキーであり、ヨランド・ダンジューの生涯を虚構を交えて描いたヘンリク・ヘルツ作のデンマークの演劇作品『ルネ王の娘』（Kong Renés Datter）を原作としている。劇はヒョードル・ミレルが翻訳、ヴラディーミル・ゾートフが脚色を行った。
初演は1892年12月18日にサンクトペテルブルクのマリインスキー劇場に於いて行われた。
全曲通しての演奏時間は、1時間40分程度となっている。

## 作曲の経緯
オペラ『スペードの女王』の完成後に筆が執られたが、チャイコフスキーはそのような大作を書き終えた後とあっては創作力が失われているのではないかと危惧していた。しかし、1891年に最後の二重唱から『イオランタ』の作曲に着手し、9月に作曲を完了、オーケストレーションを11月に仕上げて懸念を払拭した。公演は多大なる好評を持って迎えられたが、チャイコフスキーには自分が同じことを繰り返しているかのように思われて落胆した。過去作の『チャロデイカ』と比較した場合にそれが顕著であった。

## 演奏史
初演は1892年12月18日（ユリウス暦 12月6日）、サンクトペテルブルクのマリインスキー劇場で行われた。指揮はエドゥアルド・ナープラヴニーク、舞台装置はミハイル・ボチャロフが手掛けた。本作の初演は作曲者最後のバレエ音楽となった『くるみ割り人形』との2本立てで行われた。
1997年になってモスクワのボリショイ劇場、及びベラルーシで2幕形式で上演が定着した。
ロシア国外での初演は1893年1月3日、ハンブルクにおいてグスタフ・マーラーの指揮で行われた。マーラーは1900年3月22日のウィーン初演においても指揮台に上っている。ニューヨークでは1997年と2011年にディカーポ・オペラによる公演が行われており、2015年にアンナ・ネトレプコをタイトル・ロールに迎えてメトロポリタン・オペラで初めてとなる上演が行われた。

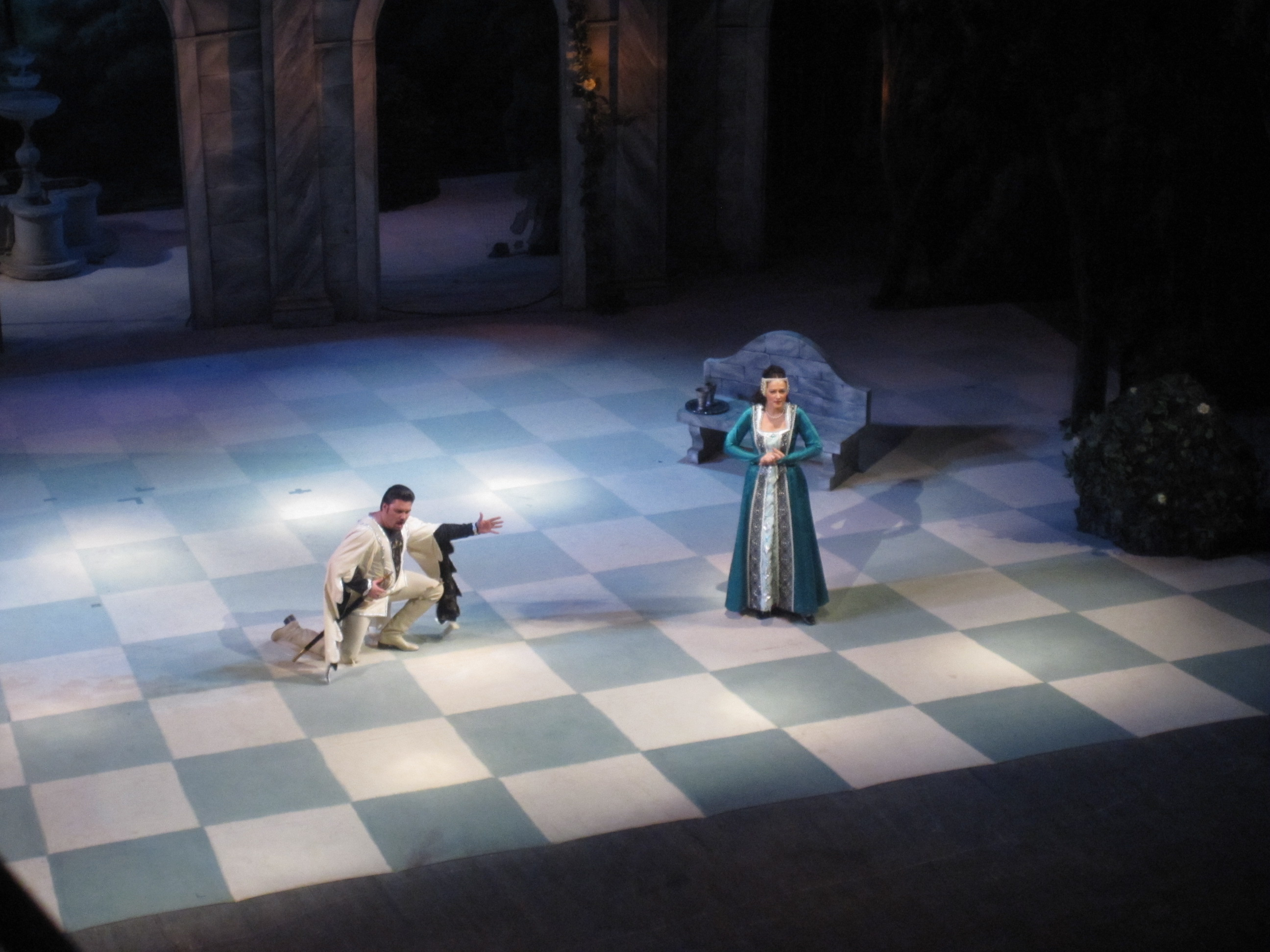
2010年ミハイロフスキー劇場。

## 配役
| 人物名                                                                                   | 声域         | サンクトペテルブルク初演 1892年12月18日 （ユリウス暦 12月6日） 指揮 エドゥアルド・ナープラヴニーク |
| ---------------------------------------------------------------------------------------- | ------------ | -------------------------------------------------------------------------------------------------- |
| ルネ、プロヴァンスの王                                                                   | バス         | コンスタンティン・セレブリャコフ                                                                   |
| ロベルト、ブルゴーニュ公爵                                                               | バリトン     | レオニド・ヤコブレフ                                                                               |
| ヴォーデモン伯爵、ブルゴーニュの騎士                                                     | テノール     | ニコライ・フィグネル                                                                               |
| エブン＝ハキア、ムーア人医師                                                             | バリトン     | アルカディ・チェルノフ                                                                             |
| アルメリック、ルネ王の鎧持ち                                                             | テノール     | ヴァシリー・カレリン                                                                               |
| ベルトラン、城の門番                                                                     | バス         | ヤルマー・フライ                                                                                   |
| イオランタ、ルネ王の盲目の娘                                                             | ソプラノ     | メデア・マイ＝フィグネル                                                                           |
| マルタ、ベルトランの妻でイオランタの乳母                                                 | コントラルト | マリヤ・カメンスカヤ                                                                               |
| ブリギッタ、イオランタの友人                                                             | ソプラノ     | アレクサンドラ・ルンゲ                                                                             |
| ラウラ、イオランタの友人                                                                 | メゾソプラノ | マリヤ・ドリーナ                                                                                   |
| 合唱、歌唱なし：イオランタの女中たち、友人たち、王の従者、ブルゴーニュ伯爵の連隊、重騎兵 |              | |

## 楽器編成
ピッコロ、フルート2、オーボエ2、コーラングレ、クラリネット2（B♭とA）、ファゴット2、ホルン4（F）、トランペット2（B♭とA）、トロンボーン3、テューバ、ティンパニ、ハープ2、弦五部。

## あらすじ
- 時代：15世紀
- 場所：南フランスの山あい

### 第1場
王女イオランタは生まれつき目が見えなかった。彼女が王女であると本人に告げた者はいまだおらず、彼女自身もそのことを知らなかった。王の地所内部で閉ざされた美しい庭に住み、ベルトランとマルタの庇護のもと、世界から隔絶されて過ごしていた。付き人は彼女に花を届け、歌を歌う。イオランタは自らの悲しみと、皆が感じ取ることのできる大切なものを見逃してしまう自分のおぼつかない感覚を表現する。父のルネ王は彼女に彼女自身の盲目を悟られてはならない、さもなくば許嫁のロベルト公爵にこのことが知られてしまうと力説する。

### 第2場
王の到着を告げた後、アルメリクはベルトランより注意を促される。イオランタと光のことを話してはならず、彼女の父親が王であると明かしてはならないというのである。王とともに到着したエブン＝ハキアは有名なムーア人医師であり、イオランタは回復可能であると述べる。しかし、自分の盲目を知ることを通じ、精神的に備えがなされたときにのみ肉体の治療が有効になるという。エブン＝ハキアはモノローグ「2つの世界」を歌い、精神と物質を重ね合わせる神聖な定めのこの世界にあっては、心と身体が相互に依存するのだと説明する。イオランタが知らなかった世界を学んだ後になって万一治療が失敗した場合の不幸を案じ、王は治療を拒否する。

### 第3場
ロベルトが友人のヴォーデモン伯爵と宮殿に到着する。ロベルトはヴォーデモンに対し、マチルダ伯爵令嬢に恋心を抱いてしまったため結婚を避けることを希望していると伝える。彼はアリア「誰を私のマチルダに比べられよう」（Кто может сравниться с Матильдой моей）により愛を歌い上げる。ヴォーデモンはイオランタの秘密の庭の入口に気付いてしまい、侵入者は何人であっても死罪とするという警告を無視する。眠りの中にあるイオランタを目にした彼は、それが誰かもわからぬままたちまち恋に落ちる。ロベルトは友の行動に驚きつつも、彼女が彼を魅惑する魔女であると確信する。ロベルトは立ち去るよう促すが、ヴォーデモンは恍惚としてままならない。ロベルトは友人を救うべく、連隊を引き連れるために出ていく。イオランタが目覚め、ヴォーデモンは記念として赤いバラを授けてくれるよう彼女に頼むが、2度にわたって彼女が白いバラを渡したことからイオランタが盲目であることを知る。彼女には光や見える、見えないといった概念がない。ヴォーデモンが彼女に光と色について教え聞かせ、2人は惹かれ合う。

### 第4場
2人は王に見つかる。ヴォーデモンはイオランタの目が見えようが見えまいが関係のない自分の愛を誓う。自分が盲目であることをイオランタが知った今ならば治療が成功するかもしれないと、エブン＝ハキアは王に告げる。イオランタは見たいという意志を持たないため、治療に同意してよいものか自信を持てない。エブン＝ハキアは意志がないこと、内的な欲求がないのであれば、変化は訪れずに終わるだろうと指摘する。
ヴォーデモンが庭の入口にある警告文を目にしたことを認めると、激昂した王はイオランタに真実を明かしたかどで彼を処刑すると脅す。王はイオランタに対し、もし医者の施術でも視力の回復が叶わなかった場合はヴォーデモンは死ぬことになると伝える。これは彼女が意志を取り戻すのを願ってのことであった。慄いたイオランタは治療に同意する。エブン＝ハキアがイオランタとともに出ていくと、王はイオランタを治療へ向かわせるべく一芝居打ったのだとヴォーデモンに説明する。ロベルトが連隊を引き連れて戻ってくる。彼は別の人物を愛していることを王に認めるものの、合意された婚姻を進める意思もまだ持ち合わせている。王は結婚の約束を破棄し、イオランタをヴォーデモンに託す。エブン＝ハキアとイオランタが戻ってくる。治療は成功し、イオランタの目は見えるようになった。イオランタは新たな授かりものにはじめは戸惑うが、目にすることが叶った魔法のような新たな世界を歌にする。宮殿は喜びに包まれる。

## 主要なアリアと楽曲
- No. 1a 「イオランタのアリオーソ」（Ариозо Иоланты）: "どうして私は前からこのことを知らなかったの"（"Отчего это прежде не знала"）
- No. 5b 「エブン＝ハキアのモノローグ」（Монолог Эбн-Хакиа）: "2つの世界"（"Два мира"）
- 「アリア」: "誰を私のマチルダに比べられよう"（"Кто может сравниться с Матильдой моей"） - ロベルト

## 構成
序奏
No. 1: シーン （マルタ） "Мой птенчик, Иоланта, ты устала?"
No. 1a: イオランタのアリオーソ "Отчего это прежде не знала"
No. 2a: シーン （マルタ） "Полно, не надо, родная, попусту душу томить!"
No. 2b: 合唱 （ブリギッタ、ラウラ、女中たち） "Вот тебе лютики, вот васильки"
No. 3a: シーン （イオランタ） "Бригитта, это ты?"
No. 3b: 合唱 （ブリギッタ、ラウラ、マルタ） "Спи, пусть ангелы крылами навевают сны"
No. 4a: シーン （ベルトラン） "Призывный рог!"
No. 4b: ルネ王のアリア "Господь мой, если грешен я"
No. 5a: シーン （ルネ王） "Твое лицо бесстрастно"
No. 5b: エブン＝ハキアのモノローグ "Два мира: плотский и духовный"
No. 6a: シーン （ロベルト） "Не торопись"
No. 6b: ロベルトのアリア "Кто может сравниться с Матильдой моей"
No. 6c: ヴォーデモンのロマンス "Нет! Чары ласк красы мятежной"
No. 7a: シーン （ヴォーデモン） "Однако где же мы?"
No. 7b: 二重唱 （ヴォーデモン、イオランタ） "Вы мне предстали как виденье"
No. 8: シーン （マルタ、ラウラ、ブリギッタ、女中たち） "Иоланта!"
No. 9: フィナーレ （ルネ王） "Прости меня, я обманул тебя"